# Cercopithecini
Cercopithecini – plemię ssaków naczelnych z podrodziny koczkodanów (Cercopithecinae) w obrębie rodziny koczkodanowatych (Cercopithecidae).

## Zasięg występowania
Plemię obejmuje gatunki występujące w Afryce.

## Systematyka
Do plemienia należą następujące występujące współcześnie rodzaje:
- Allenopithecus Lang, 1923 – koczkodanek – jedynym przedstawicielem jest Allenopithecus nigroviridis (Pocock, 1907) – koczkodanek błotny
- Miopithecus I. Geoffroy Saint-Hilaire, 1842 – talapoin
- Erythrocebus Trouessart, 1897 – patas
- Chlorocebus J.E. Gray, 1870 – kotawiec
- Allochrocebus D.G. Elliot, 1913
- Cercopithecus Linnaeus, 1758 – koczkodan

Opisano również rodzaj wymarły:
- Nanopithecus Plavcan, Ward, Kay & Manthi, 2019 – jedynym przedstawicielem był Nanopithecus browni Plavcan, Ward, Kay & Manthi, 2019.